# Julia Tsenova

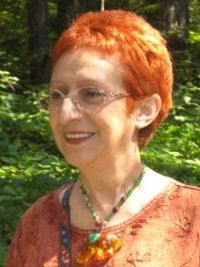
Julia Tsenova (2008)

Julia Tsenova (auch Cenova, Zenowa geschrieben, bulgarisch Юлия Ценова; * 30. Juli 1948 in Sofia; † 11. April 2010 ebenda) war eine bulgarische Komponistin, Pianistin und Musikpädagogin.

## Leben
Tsenova studierte Komposition bei Pantscho Wladigerow und Klavier bei Bogomil Starschenow an der Staatlichen Musikakademie von Sofia. Sie besuchte auch The International Composers’ class von Prof. Ton de Leeuw in Sofia (1981) und Amsterdam (1982).
Ab 1997 war Tsenova Professorin für Klavier und Komposition an der Musikakademie von Sofia. Sie war Mitglied des Bulgarischen Komponistenverbandes sowie der Internationalen Gesellschaft für Neue Musik als Vorsitzende der Bulgarischen Sektion.
Als Professorin an der Staatlichen Musikakademie in Sofia – wo sie auch ihre Ausbildung und Diplome in Komposition und Klavier gemacht hat – unterrichtete sie in den Fächern: Komposition und Klavier-Improvisation.

## Musik
Die Werke von Julia Tsenova werden weltweit aufgeführt und die Komponistin erhielt zahlreiche Auszeichnungen und Preise für ihre Arbeiten: Symphonien, eine Oper, Klavierkonzerte, Kammermusik, Kompositionen für Stimme und Chöre, Bühnen- und Kindermusik, Lieder, Volksliedbearbeitungen u. a. m.
Laut Kritiken: Der Stil Julia Tsenovas ist breit gefächert, kraftvoll und dynamisch, sehr persönlich und emotionell, und nutzt die modernen Kompositionstechniken; einige ihrer Werke sind inspiriert von Jazz, von indianischer und mexikanischer Musik. Ihre Auseinandersetzung mit philosophischen Aspekten verschiedener Kulturen ist in ihrer Musik deutlich spürbar.
Zu Liebe – Zeit – Tod Curriculum vitae, zwei Liederzyklen für Sopran und Klavier nach Gedichten von Ingeborg Bachmann: Die Gedankenwelt Ingeborg Bachmanns und ihre Philosophie werden durch die Musik der bulgarischen Komponistin Julia Tsenova expressiv nach außen gebracht. Es geht um verborgene Ängste und offene Panik, um Stille, Nachdenklichkeit und um ein Betroffensein, das betroffen macht. Melodie, Klänge und Text verschmelzen zu packenden dramatischen Szenen. Die Gedichtauswahl, die die Komponistin getroffen hat, stellt eine Mischung aus lyrischen Gedankenströmen und philosophischen Essenzen um die Liebe, die Zeit und den Tod dar, und auch um die Nacht, die alles nimmt, uns bedrängt und Vergangenes wach werden läßt, die aber auch die Möglichkeit eines schöpferischen Neubeginns in sich birgt. Und noch: Die Vertonung von Gedichten Ingeborg Bachmanns für Sopran und Klavier der bulgarischen Komponistin Julia Tsenova ist eine sehr expressive musikalische Interpretation der Gedankenwelt und Philosophie der großen Dichterin.

## Auszeichnungen
Der Name Julia Tsenova steht in der Royal Encyclopedia of Britain und in der deutschen Enzyklopädie Die Musik in Geschichte und Gegenwart (MGG). Sie wurde als Woman of the Year 1995-96 vom International Biographical Centre in Cambridge (England) ausgewählt sowie in die “2000 outstanding people of the 20th century” - Encyclopedia of Cambridge 1998 aufgenommen. Im selben Jahr wurde Tsenova mit dem Distinguished leadership Award vom American Biographical Institute ausgezeichnet und ihre Biographie wurde in The International Directory of Distinguished Leadership aufgenommen.
Im Jahre 2002 hat das Bulgarische Nationalfernsehen einen Dokumentarfilm, betitelt Gebete an der Mauer, über Julia Tsenova und ihr Schaffen produziert.

## Werke (Auswahl)

### Sinfonische Werke
- 1974 Sinfonia con piano concertante
- 1979 Movement for orchestra
- 1984 Fest music - for orchestra
- 1994 Fresco - for chamber choir and orchestra
- 2000 Suggestion - for orchestra
- 2001 Shopp Dance

### Kammermusikalische Werke
- 1973 Three Indian songs - solo contralto
- 1975 Seven songs - for sopran and string quintet
- 1976 Three frescoes with epilogue - Vla, Pn
- 1985 Music for the mice - Fl, Cl, Fg
- 1986 Music in the entr'acte - Pn, Vla, Cb, tape effects
- 1987 Cantus Firmus a due - Cl, Pn, Marimba
- 1990 Diving in the poles - for seven voices (4+3)
- 1993 The water sends me to sleep - Pn, Cl, Vibraphone and sound effects
- 1995 The endless circle - Pn, String quintet, Fl, Cr (dem Krebsnebel Crab Nebula gewidmet)
- 1996 Temptation - Chamber opera - musical
- 1996 Triptych for Keyboard - Pn
- 1996 ...Invoking the gods - Altoflute in G + Mexican sistrum, Piano + Mexican drum, Cbass + log drum
- 1997 Musica solitudinis - Pn
- 1997 A swan song - for female - voice folk choir
- 1997 An album of jazz pieces for piano
- 1998 Shop dance - a piece for piano four handed
- 1998 = 3.14 - for voice and chamber orchestra
- 1998 Isida’s unveiling - alt saxofone + easy piano, trompet and audio amplifier and loudspeaker sistem
- 1999 Four prayers - Pn
- 2000 Green silence - Fl, Vla, harp and piano
- 2001 The seventh door - Fl, Cl, Vno, Vc, Pn
- 2001 A Song Cycle - for Soprano and Piano / on Ingeborg Bachmann’s poetry/
- 2002 Quantum Satis - for female folk choir, 2 Pn, Gong and cassa
- 2002 Temple of the Dancers - 3 Fl / 1 solo + 2/
- 2003 Metamorphoses - for piano four handed
- 2003 String Quartet
- 2003 Curriculum Vitae - on I. Bachmann for soprano and piano
- 2004 The Left Dragon - for oboe solo